# Geschmink

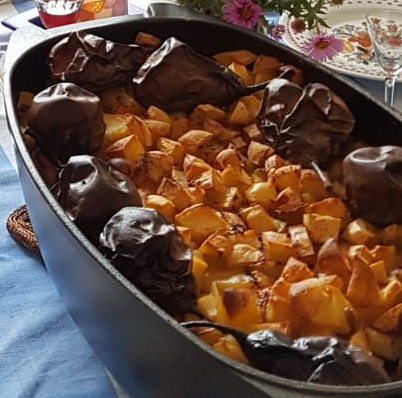
Vogteier Geschmink in Oberdorla

Geschmink, auch Kartoffelgeschmink, ist ein traditionelles lokales Gericht im Gebiet der früheren Vogtei Dorla (heute: Landgemeinde Vogtei, Unstrut-Hainich-Kreis, Thüringen) nach überlieferten Rezepten. Die Bezeichnung kommt aus der Vogteier Mundart und hat keine Übersetzung. Hauptbestandteile sind Hammelfleisch, Kartoffeln und optional eingelegte Birnen.

## Geschichte
Das Originalrezept wurde erstmals im 18. Jahrhundert niedergeschrieben. Es gilt als "Nationalgericht" der Vogtei Dorla mit den drei Dörfern Langula, Oberdorla und Niederdorla.
Die Zubereitung des Geschmink war früher vor allem im Herbst und zum Winteranfang üblich, denn die Zutaten gab es nur in den Jahreszeiten, wann sie geerntet wurden. Birnen und Kartoffeln im Herbst, dazu Herbstlämmer, die schlecht über den Winter kamen.
Es galt als Sonntagsessen, da an diesem Tag die Arbeit ruhte und man vormittags in die Kirche ging. Auf dem Weg dahin kam das vorbereitete Gericht zum Backhaus. Der Bäcker schob den offenen Topf oder Bräter in den Backofen, der vom Samstag noch warm war, und das Gericht garte langsam vor sich hin. Auf dem Rückweg vom Kirchgang holten die Leute das fertige Gericht wieder ab.

## Rezeption
Der Mitteldeutsche Rundfunk sendete in Rahmen der Serie Unsere köstliche Heimat im Jahr 2012 den Beitrag "Das Geschmink" zur Entstehung und Zubereitung der Speise.